# Coppa Italia 2019-2020 (hockey in-line)
La Coppa Italia 2019-2020 è stata la 21ª edizione della principale coppa nazionale italiana di hockey in-line. È stata disputata dal 13 ottobre 2019 e avrebbe dovuto concludersi il 29 marzo 2020.
L'emergenza sanitaria dovuta alla pandemia di COVID-19 determinò l'annullamento della manifestazione e il trofeo non fu assegnato.

## Partite

### Primo turno
| Squadra 1       | Risultato | Squadra 2    |
| --------------- | --------- | ------------ |
| 13 ottobre 2019 |           |              |
| Empoli B        | 1 - 2     | Asiago Black |
| Milano Monsters | 4 - 11    | Asiago Newts |

- Spareggio

| Squadra 1       | Risultato | Squadra 2       |
| --------------- | --------- | --------------- |
| 13 ottobre 2019 |           |                 |
| Empoli B        | 0 - 3     | Milano Monsters |

### Secondo turno

#### Girone A
| Squadra         | Pt | G | V | N | P | GF | GS | DG |
| --------------- | -- | - | - | - | - | -- | -- | -- |
| Libertas Forlì  | 6  | 2 | 2 | 0 | 0 | 6  | 2  | +4 |
| Invicta Modena  | 3  | 2 | 1 | 0 | 1 | 2  | 3  | -1 |
| Milano Monsters | 0  | 2 | 0 | 0 | 2 | 3  | 6  | -3 |

| Data    | Incontri                       | Risultato |
|         |                                |           |
| 27 ott. | Invicta Modena-Libertas Forlì  | 0-2       |
| 27 ott. | Libertas Forlì-Milano Monsters | 4-2       |
| 27 ott. | Milano Monsters-Invicta Modena | 1-2       |

| Data    | Incontri                       | Risultato |
|         |                                |           |
| 27 ott. | Invicta Modena-Libertas Forlì  | 0-2       |
| 27 ott. | Libertas Forlì-Milano Monsters | 4-2       |
| 27 ott. | Milano Monsters-Invicta Modena | 1-2       |

#### Girone B
| Squadra                 | Pt | G | V | N | P | GF | GS | DG |
| ----------------------- | -- | - | - | - | - | -- | -- | -- |
| Asiago Newts            | 6  | 2 | 2 | 0 | 0 | 14 | 7  | +7 |
| Old Style Torre Pellice | 3  | 2 | 1 | 0 | 1 | 5  | 8  | -3 |
| Fox Legnaro             | 0  | 2 | 0 | 0 | 2 | 7  | 11 | -4 |

| Data    | Incontri                             | Risultato |
|         |                                      |           |
| 27 ott. | Fox Legnaro-Asiago Newts             | 6-7       |
| 27 ott. | Asiago Newts-Old Style Torre Pellice | 7-1       |
| 27 ott. | Old Style Torre Pellice-Fox Legnaro  | 4-1       |

| Data    | Incontri                             | Risultato |
|         |                                      |           |
| 27 ott. | Fox Legnaro-Asiago Newts             | 6-7       |
| 27 ott. | Asiago Newts-Old Style Torre Pellice | 7-1       |
| 27 ott. | Old Style Torre Pellice-Fox Legnaro  | 4-1       |

#### Girone C
| Squadra           | Pt | G | V | N | P | GF | GS | DG |
| ----------------- | -- | - | - | - | - | -- | -- | -- |
| Castelli Romani   | 6  | 2 | 2 | 0 | 0 | 11 | 6  | +5 |
| CVS Civitavecchia | 3  | 2 | 1 | 0 | 1 | 9  | 6  | +3 |
| Mammuth Roma      | 0  | 2 | 0 | 0 | 2 | 8  | 16 | -8 |

| Data    | Incontri                          | Risultato |
|         |                                   |           |
| 27 ott. | CVS Civitavecchia-Mammuth Roma    | 9-2       |
| 27 ott. | Mammuth Roma-Castelli Romani      | 6-7       |
| 27 ott. | Castelli Romani-CVS Civitavecchia | 4-0       |

| Data    | Incontri                          | Risultato |
|         |                                   |           |
| 27 ott. | CVS Civitavecchia-Mammuth Roma    | 9-2       |
| 27 ott. | Mammuth Roma-Castelli Romani      | 6-7       |
| 27 ott. | Castelli Romani-CVS Civitavecchia | 4-0       |

#### Girone D
| Squadra         | Pt | G | V | N | P | GF | GS | DG |
| --------------- | -- | - | - | - | - | -- | -- | -- |
| Edera Trieste   | 5  | 2 | 2 | 0 | 0 | 10 | 8  | +2 |
| Asiago Black    | 3  | 2 | 1 | 0 | 1 | 8  | 7  | +1 |
| Tergeste Tigers | 1  | 2 | 0 | 0 | 2 | 6  | 9  | -3 |

| Data    | Incontri                      | Risultato |
|         |                               |           |
| 27 ott. | Asiago Black-Tergeste Tigers  | 4-2       |
| 27 ott. | Tergeste Tigers-Edera Trieste | 4-5 (dts) |
| 27 ott. | Edera Trieste-Asiago Black    | 5-4       |

| Data    | Incontri                      | Risultato |
|         |                               |           |
| 27 ott. | Asiago Black-Tergeste Tigers  | 4-2       |
| 27 ott. | Tergeste Tigers-Edera Trieste | 4-5 (dts) |
| 27 ott. | Edera Trieste-Asiago Black    | 5-4       |

### Terzo turno
| Squadra 1       | Risultato | Squadra 2      |
| --------------- | --------- | -------------- |
| 2 novembre 2019 |           |                |
| Castelli Romani | 3 - 11    | Edera Trieste  |
| Asiago Newts    | 14 - 2    | Libertas Forlì |

### Quarto turno
| Squadra 1        | Risultato | Squadra 2      |
| ---------------- | --------- | -------------- |
| 16 novembre 2019 |           |                |
| Real Torino B    | 2 - 1     | Lepis Piacenza |
| Ferrara          | 12 - 0    | Cittadella     |
| Edera Trieste    | 4 - 7     | Ghosts Padova  |
| Asiago Newts     | 5 - 6     | Monleale       |

### Quinto turno
| Squadra 1      | Risultato | Squadra 2       |
| -------------- | --------- | --------------- |
| 4 gennaio 2020 |           |                 |
| Ghosts Padova  | 2 - 6     | Milano Quanta   |
| Ferrara        | 8 - 3     | Monleale        |
| Asiago Vipers  | 14 - 1    | CUS Verona      |
| Real Torino    | 3 - 2     | Diavoli Vicenza |

### Sesto turno
| Squadra 1       | Risultato | Squadra 2     |
| --------------- | --------- | ------------- |
| 22 gennaio 2020 |           |               |
| Diavoli Vicenza | 5 - 3     | Ghosts Padova |
| CUS Verona      | 5 - 3     | Monleale      |

### Superfinal

#### Girone A
| Squadra         | Pt | G | V | N | P | GF | GS | DG |
| --------------- | -- | - | - | - | - | -- | -- | -- |
| Diavoli Vicenza | -  | - | - | - | - | -  | -  | -  |
| Ferrara         | -  | - | - | - | - | -  | -  | -  |
| Milano Quanta   | -  | - | - | - | - | -  | -  | -  |

| Data                    | Incontri                      | Risultato |
|                         |                               |           |
|                         | Diavoli Vicenza-Milano Quanta |           |
| Milano Quanta-Ferrara   |                               |           |
| Ferrara-Diavoli Vicenza |                               |           |

| Data                    | Incontri                      | Risultato |
|                         |                               |           |
|                         | Diavoli Vicenza-Milano Quanta |           |
| Milano Quanta-Ferrara   |                               |           |
| Ferrara-Diavoli Vicenza |                               |           |

#### Girone B
| Squadra       | Pt | G | V | N | P | GF | GS | DG |
| ------------- | -- | - | - | - | - | -- | -- | -- |
| Asiago Vipers | -  | - | - | - | - | -  | -  | -  |
| CUS Verona    | -  | - | - | - | - | -  | -  | -  |
| Real Torino   | -  | - | - | - | - | -  | -  | -  |

| Data                      | Incontri                 | Risultato |
|                           |                          |           |
|                           | CUS Verona-Asiago Vipers |           |
| Asiago Vipers-Real Torino |                          |           |
| Real Torino-CUS Verona    |                          |           |

| Data                      | Incontri                 | Risultato |
|                           |                          |           |
|                           | CUS Verona-Asiago Vipers |           |
| Asiago Vipers-Real Torino |                          |           |
| Real Torino-CUS Verona    |                          |           |